# Musique des Lumières (France)
Pour les articles homonymes, voir Musique des Lumières.
Musique des Lumières est un festival créé en 2004 par le chef de chœur Joël Suhubiette, qui est aussi son directeur artistique. Les concerts ont lieu en l'abbaye-école de Sorèze, dans les cours, jardins, dans la chapelle ainsi que dans l'église paroissiale.
Le festival Musique des Lumières met particulièrement à l'honneur l'art vocal (opéra, chœur, récital, etc.) mais la programmation s'étend à la musique symphonique et orchestrale et même au jazz.
De grands noms s'y produisent régulièrement : Laurence Equilbey, l'Orchestre du Capitole et le chœur de chambre Les Éléments, étaient les têtes d'affiche de la programmation 2008.